# Planta electrometalúrgica de Abinsk
SRL "Planta electrometalúrgica de Abinsk" es una empresa de metalurgia ferrosa, fabricante de productos metalúrgicos, se encuentra  ubicada en la ciudad de Abinsk, región Krasnodar, Rusia.

## Historia
En el 2007 en Abinsk se colocó la primera piedra de la futura planta. En junio de 2010 se puso en marcha la sección de laminado de acero. En 2011 comenzó la construcción de la segunda etapa – producción de acero eléctrica, con capacidad de producción de 1.3 millones de toneladas al año. El proyecto fue terminado con éxito en 2013. Simultáneamente, en combinación con el taller de fundición de acero eléctrico, se ha puesto en funcionamiento el taller de cal. En 2015 El complejo de producción ha ganado una mayor autonomía gracias al lanzamiento de su propia planta a base de oxígeno. En noviembre de 2015 la sección de laminado produjo la primera millonésima tonelada de acero.
En mayo de 2016 se ha puesto en funcionamiento un segundo laminador. El mismo año, con la participación del jefe de la administración del territorio de Krasnodar Kondratyev V.I., se celebró solemne ceremonia de colocación de la primera piedra de la cuarta etapa de la planta – taller de hardware. El taller fue puesto en funcionamiento 20 de marzo de 2019. En 2016 se creó un centro de capacitación, que recibió licencia estatal para llevar actividades educativas para preparar a los trabajadores. En agosto de 2018 en el taller de fundición de acero eléctrico se produjo 140 224 toneladas de piezas de trabajo continuas.

## Estructura de la empresa
La empresa consta de cinco líneas de producción (acero, laminado, hardware, oxígeno y cal) unidos por una sola cadena tecnológica. También la empresa cuenta con talleres de infraestructura y unidades de gestión de la planta. La planta de producción eléctrica es capaz de producir alrededor de 1 500 000 toneladas de acero al año. En la actualidad el taller realiza la fundición de distintos tipos de aceros. El taller de laminación produce variedades desde secciones grandes a pequeñas, también alambrón. 
La planta puede producir unas 1,100,000 toneladas de metal laminado al año. La producción de hardware en la planta, está representada por el taller de alambre de acero. La productividad del taller es de 85 000 toneladas del alambre por año. La planta de oxígeno es capaz de producir 110 000 toneladas de oxígeno líquido por año. Además, la empresa produce argón líquido (5600 toneladas por año) y nitrógeno (4500 toneladas por año).

## Actividad
En 2018, los ingresos de la “Planta electrometalúrgica de Abinsk” ascendieron a 29390 millones de rublos. Como resultado, la empresa entró en el Top-10 de las empresas industriales del territorio de Krasnodar (tercer lugar en el ranking de RBC). En el mismo año, la planta fue la ganadora en la nominación "Exportador del año en el campo de la alta tecnología. 
Grandes empresas", enviando productos al extranjero por casi 20 mil millones de rublos. En 2019, la “Planta electrometalúrgica de Abinsk” adquirió La planta de varietal Balakovo de Severstal, ubicada en la región de Saratov y especializada en la producción de accesorios para la construcción, así como perfiles metálicos UPN y L.